# Cimetière des Péjoces
Le cimetière des Péjoces, un des plus grands de France, est un cimetière de la ville de Dijon dans le département de la Côte-d'Or. Par la nature de son environnement et par l'importance des personnalités enterrées, le cimetière des Péjoces est considéré comme le Père-Lachaise dijonnais.

## Histoire
Il existait autrefois en la ville de Dijon sept cimetières situés autour des églises paroissiales. À la suite d'un arrête royal du 10 mars 1776, ils furent détruits et remplacés par un cimetière général et commun situé hors des murs de la ville et bénit le 8 avril 1783 par l'évêque du diocèse Mgr de Vogüé. Cet ancien cimetière municipal, situé en bas de l'avenue Victor-Hugo, s'étend sur 6 hectares en 1870. Jugé comme un frein à l'extension de la ville, il est fermé et transféré au nouveau cimetière des Péjoces, conçu par l'architecte Ludovic Allaire. La première inhumation eut lieu le 1 " juillet 1885. Le  transfert  des  sépultures  depuis  l’ancien cimetière de Montchapet dure jusqu’en 1920. Dès 1918, un   agrandissement est nécessaire pour inhumer les  corps  des  soldats, y  compris étrangers, morts dans les hôpitaux de Dijon. Le carré militaire de 1914-1918 est composé de 1 091 sépultures françaises, 837 allemandes, 21 russes, 14 italiennes, 8 du Commonwealth, 1 polonaise et 1 belge. Son organisation reprend le schéma traditionnel des nécropoles françaises, mais son extension réalisée à partir de 1974 par André Holodynski s'inspire des cimetières paysagers de type anglo-saxon.

## Description
Le cimetière s'étend sur 30 hectares et est classée parmi les dix premiers de France tant en surface qu'en nombre d'inhumés (33.000 concessions et 138.000 défunts).
Il est également le plus important de la ville, suivi par le Cimetière intercommunal de Mirande.
Il est composé de plusieurs parties :
- La plus ancienne est dotée de nombreuses allées curvilignes et présente des parties aménagées à la façon des cimetières parisiens du XIXe siècle, composées de caveaux familiaux.

- Le cimetière militaire créé en 1920

- Le « carré » des fusillés

- Le monument élevé aux déportés juifs dont les cendres ont été ramenées d'Auschwitz

- Les emplacements dédiés aux crémations

- Le monument pyramidal aux victimes de la guerre de 1870 où reposent près de 2 000 victimes françaises, italiennes et allemandes.

- Le cimetière paysager

## Personnalités inhumées
Plusieurs personnalités, qui ont contribué à la grandeur de Dijon dans les domaines politiques, artistiques et autres y sont inhumées (liste non exhaustive)  :
- Louis André
- Pierre Arnollet
- Henri Barabant
- Émile Boirac
- Jean-Marc Boivin
- Charles Bombonnel
- Jean Bouhier de Savigny
- François Bony,
- François Bordet
- Paul Bur
- Étienne Charlot
- Arthur Chaudouet
- Bernard Chevignard
- Henry Darcy
- Hugues-Iéna Darcy
- Edmond Debeaumarché
- Henri Jules de Berbis
- Claude-Louis-François de Froissard
- Henri François Delaborde (général)
- James Demontry
- Claude François Devosge
- François Auguste Dubois
- Victor Dumay
- Charles Dumont
- Adrien François Louis Fauconnet
- Alexandre Fournier
- Simon Fournier-Faucher
- Paul Gasq
- Gaston Gérard
- Étienne Nicolas Philibert Hernoux
- Étienne Heudelet de Bierre
- Claude Hoin
- Nicolas Jacquemard
- Charles Javelle
- Claude-Michel Larché
- Amelio Lavina
- Léon Le Clerc de Juigné
- Jacques Félix Le Couteulx du Molay
- Charles Hippolyte Maillard de Chambure
- Maurice Maréchal
- Jean Philibert Maret
- Charles Mazeau
- Jules Mercier
- Jean-Baptiste-Louis-Joseph Moreau
- Jean-Claude Naigeon
- Gaston Paris
- Jeanne-Caroline de Patouillet de Deservillers comtesse de Durat
- Gabriel Peignot
- Louis Perreau
- Claude-Antoine Prieur-Duvernois
- Victor Proudhon
- Antoinette Quarré
- Léon Rignault
- Xavier Schanovsky
- Roger Speich
- Félix Trutat
- Jean-Baptiste Philibert Vaillant
- Félix Vionnois

## Galerie

### Vues du cimetière

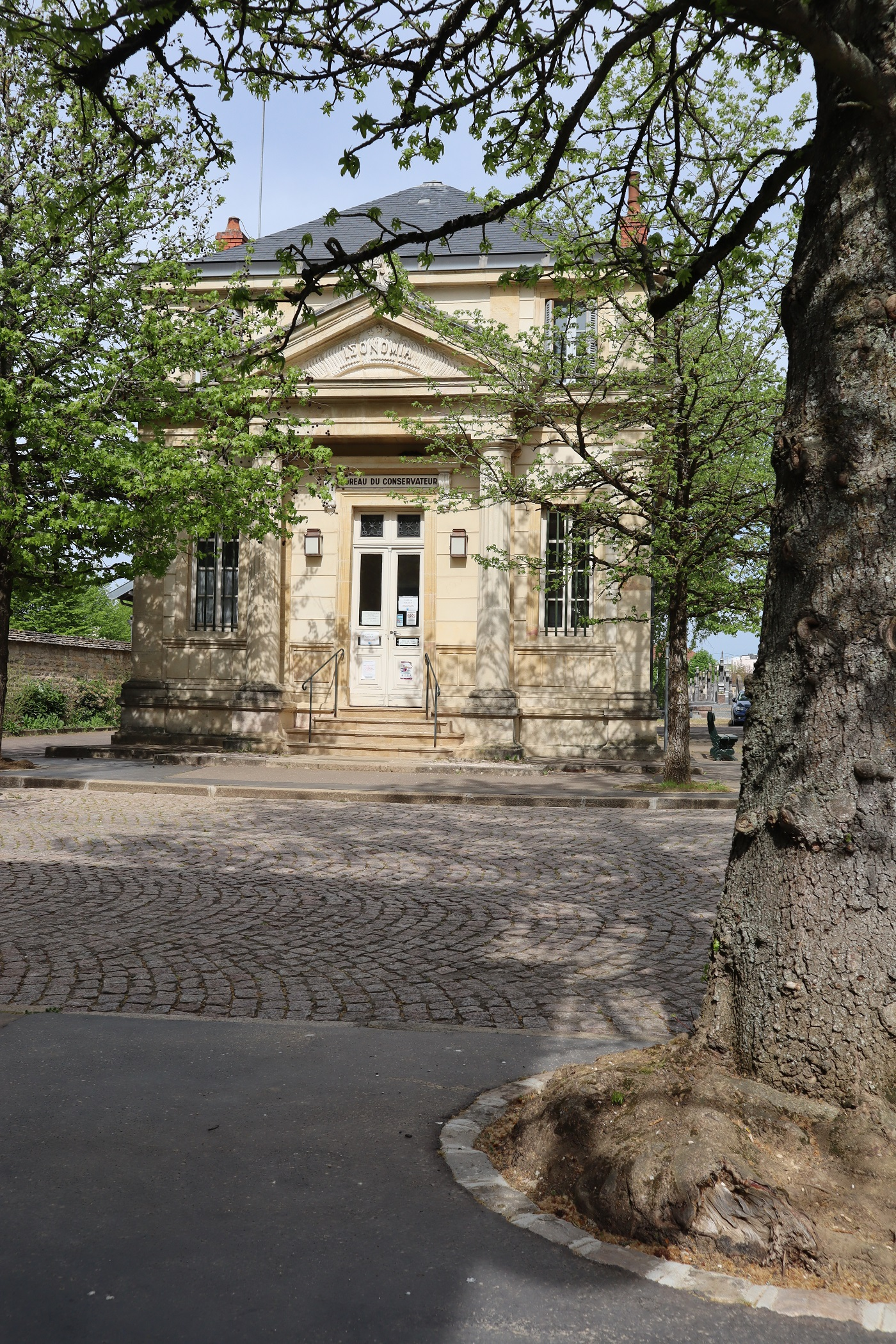
Bureau du Conservateur
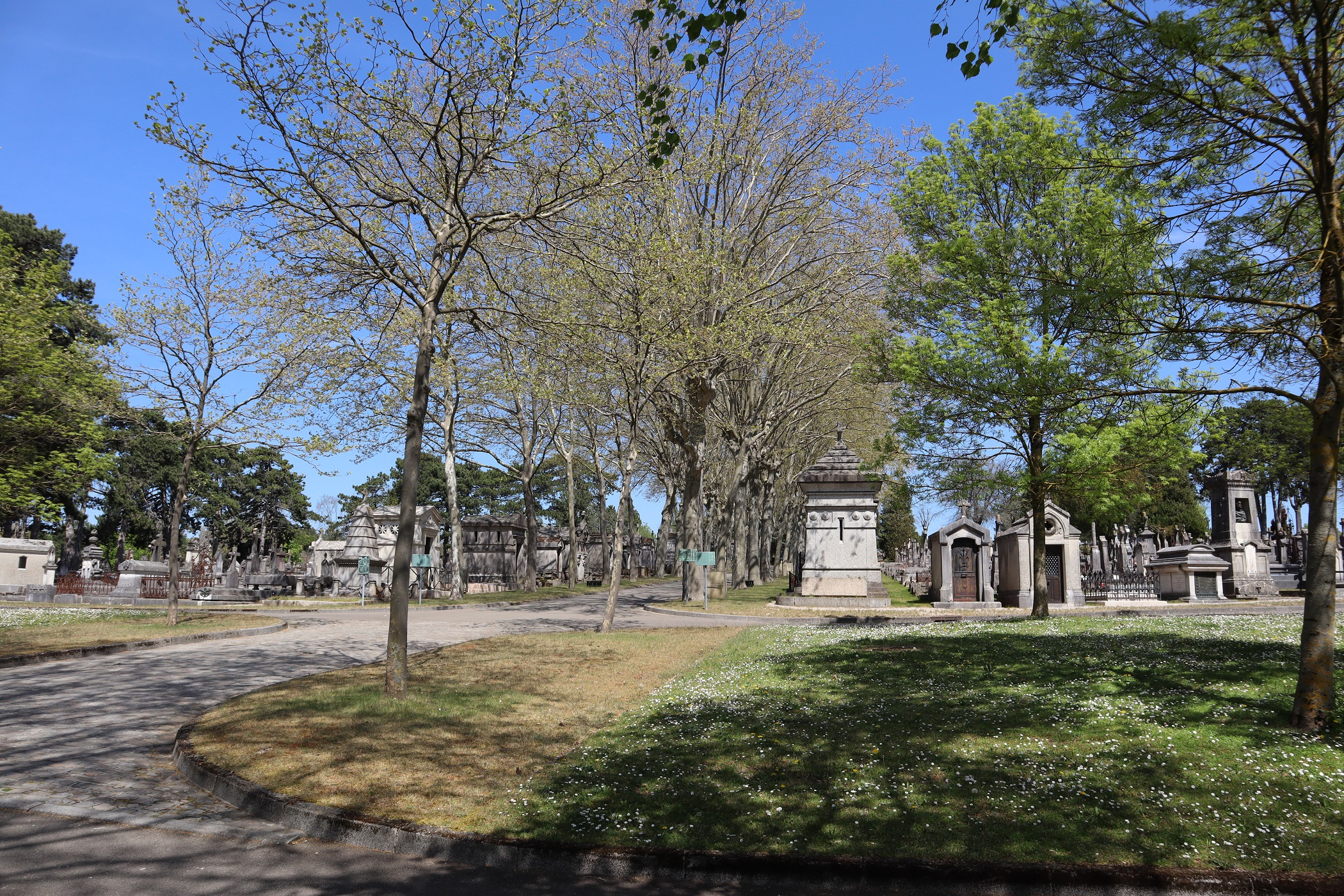
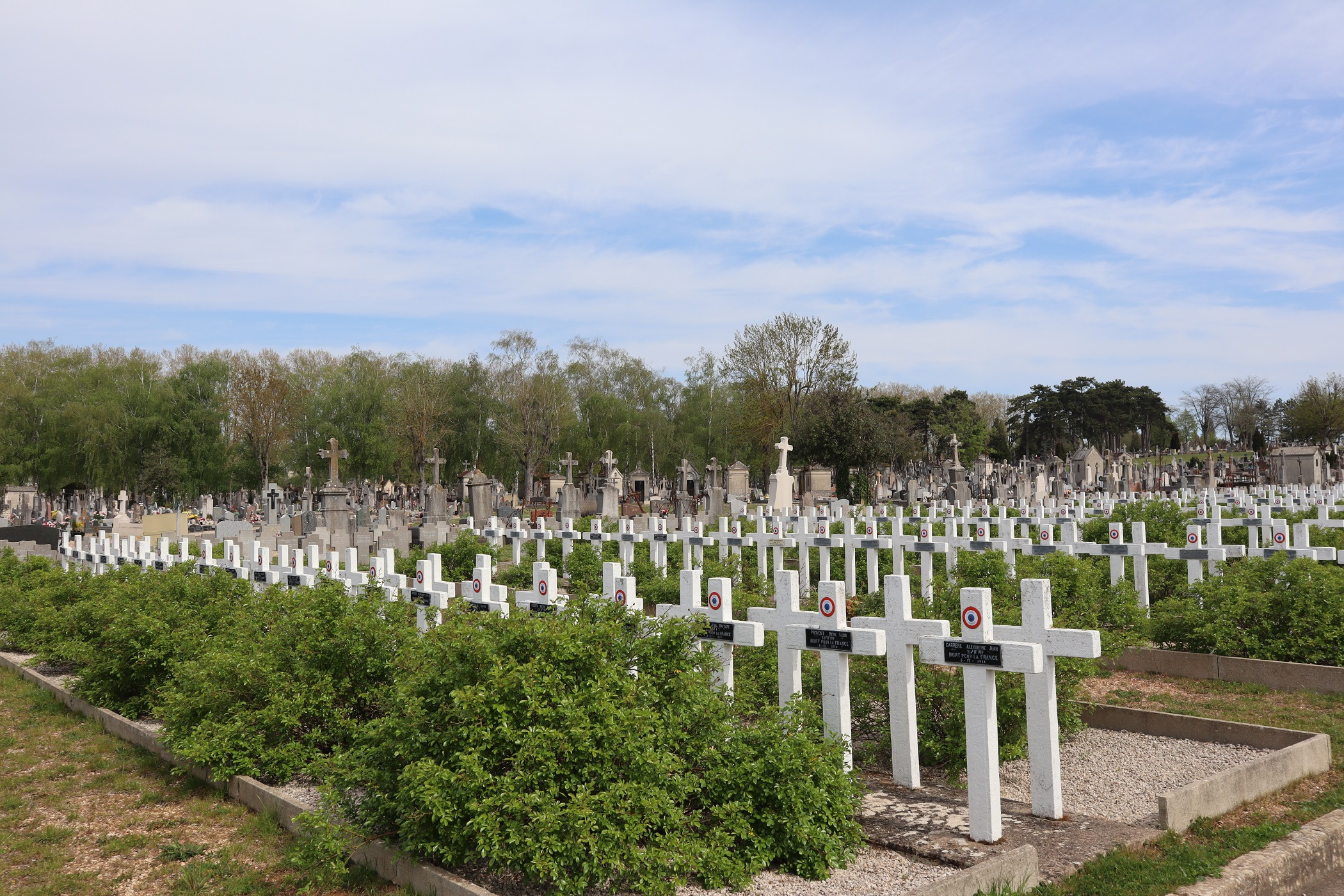
Le carré militaire

### Commémoration

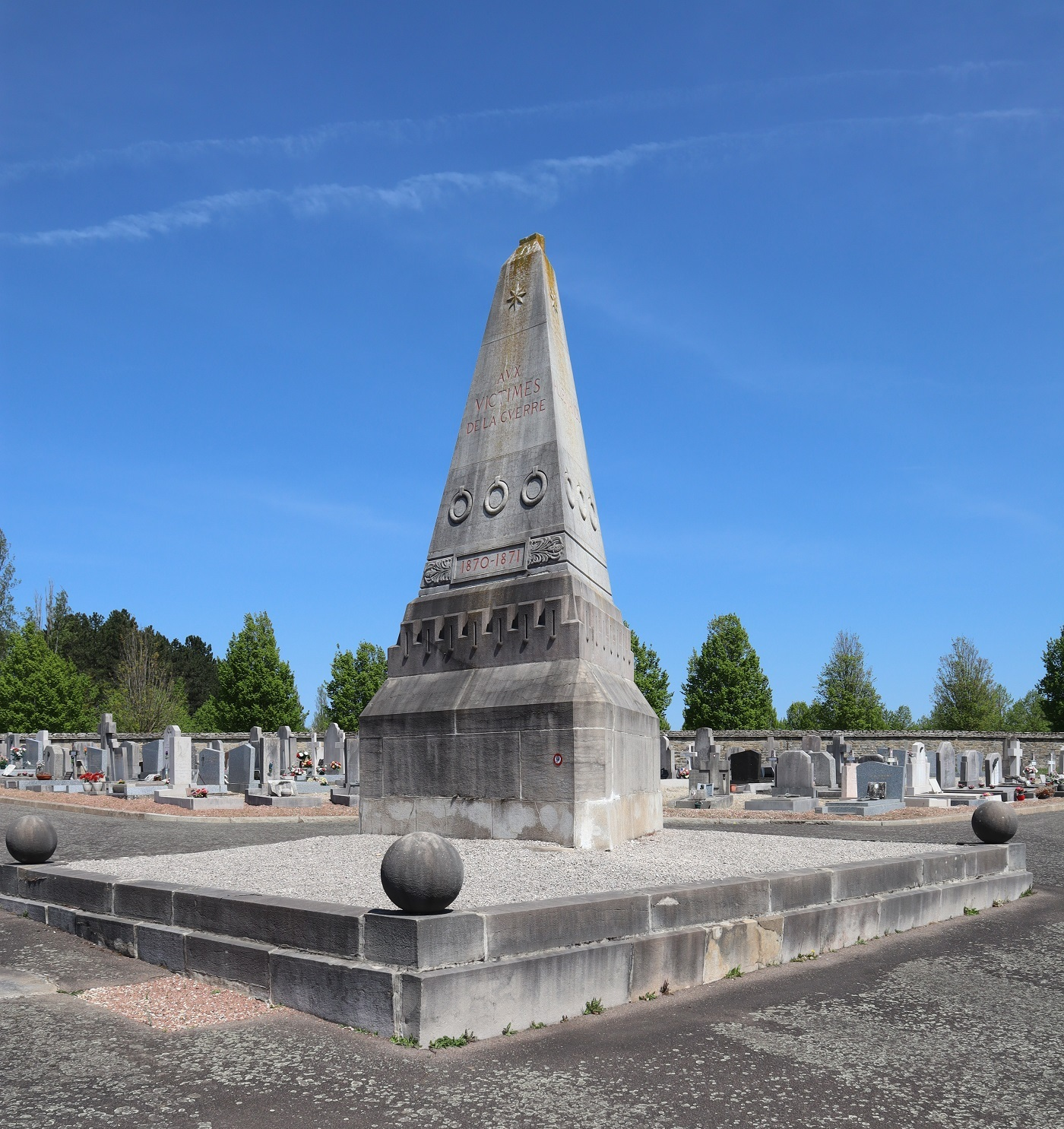
Monument aux morts de la Guerre de 1870
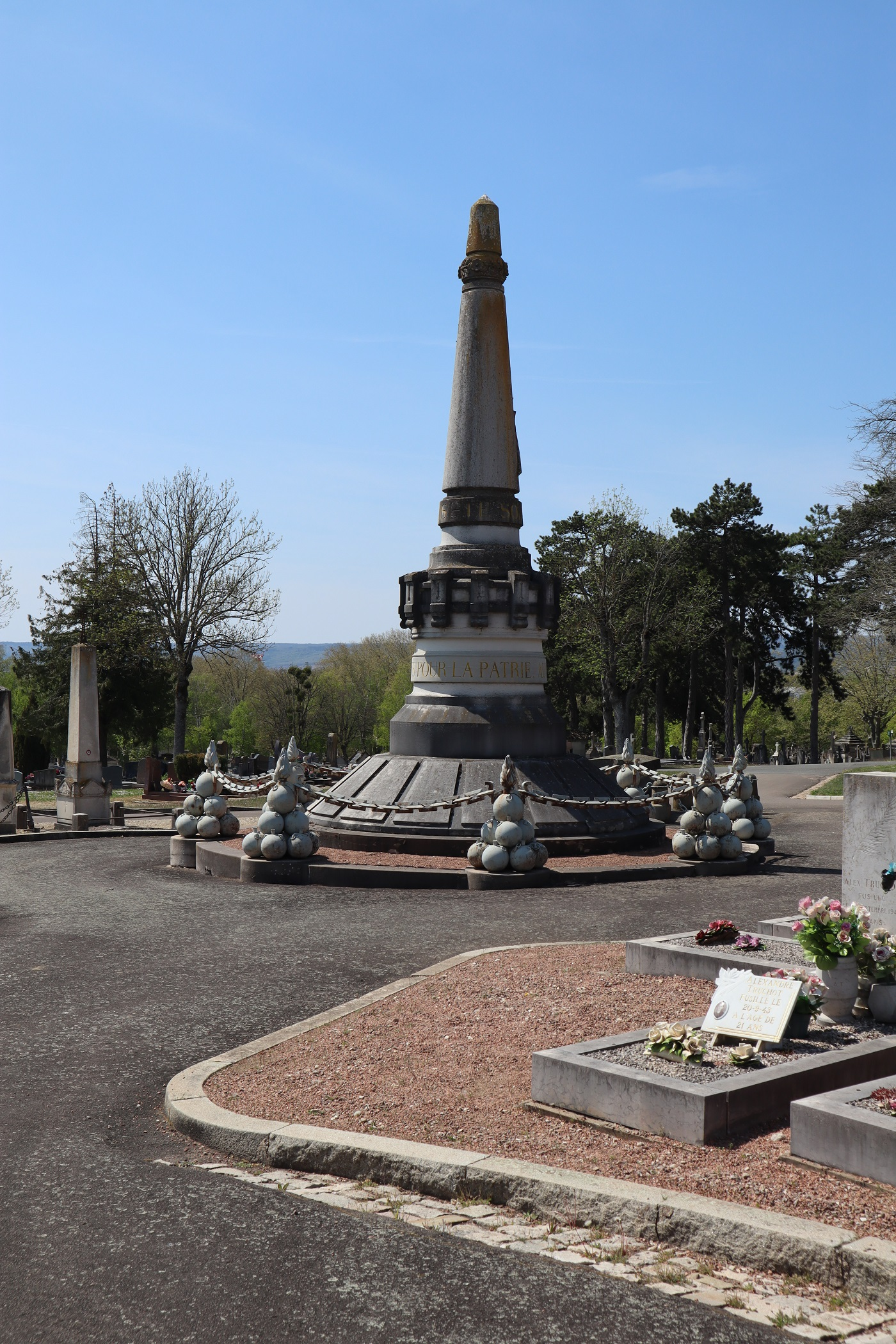
Monument aux soldats et marins morts pour la Patrie

### Tombes remarquables

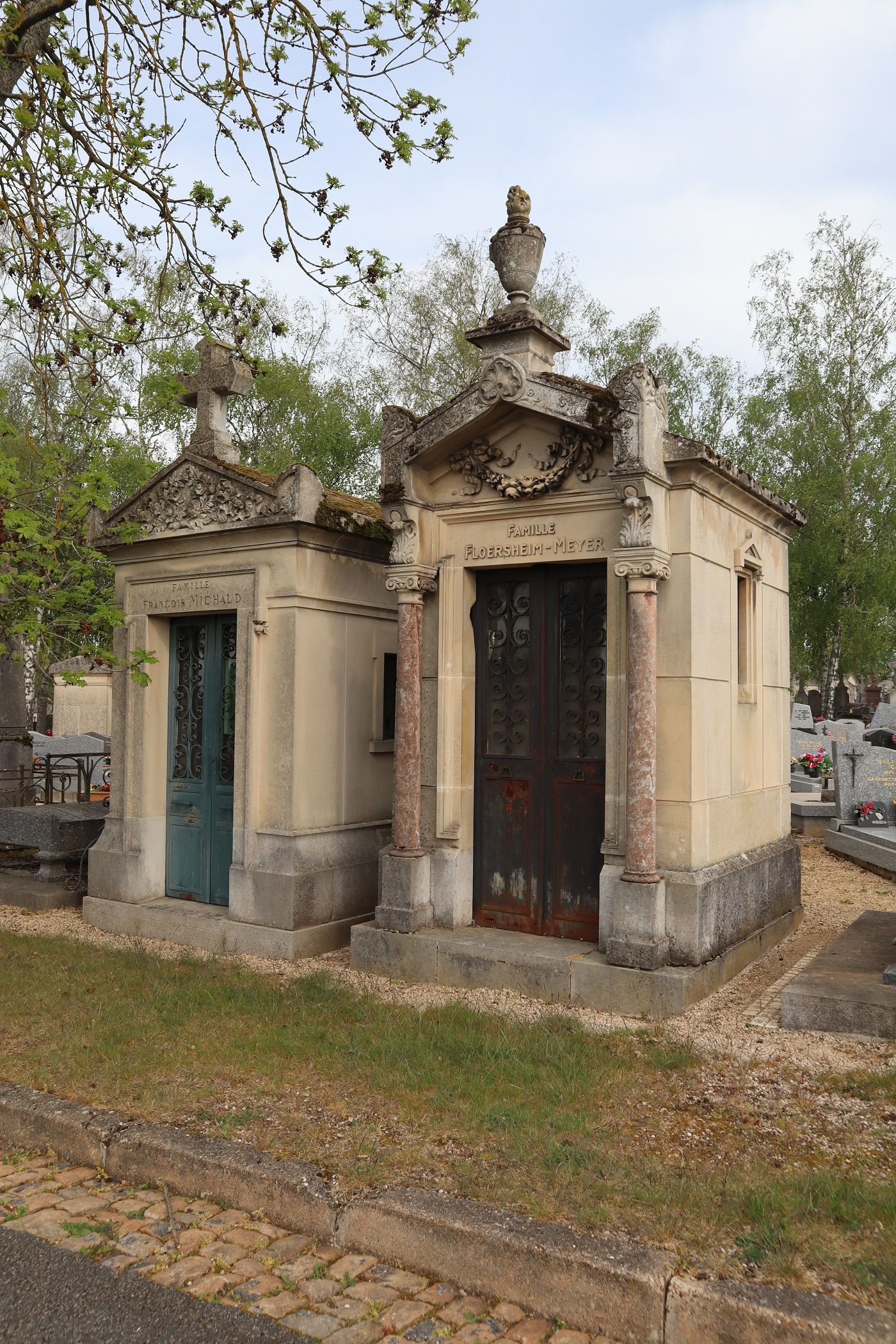
Mausolées des familles Michaud et Floersheim-Meyer.
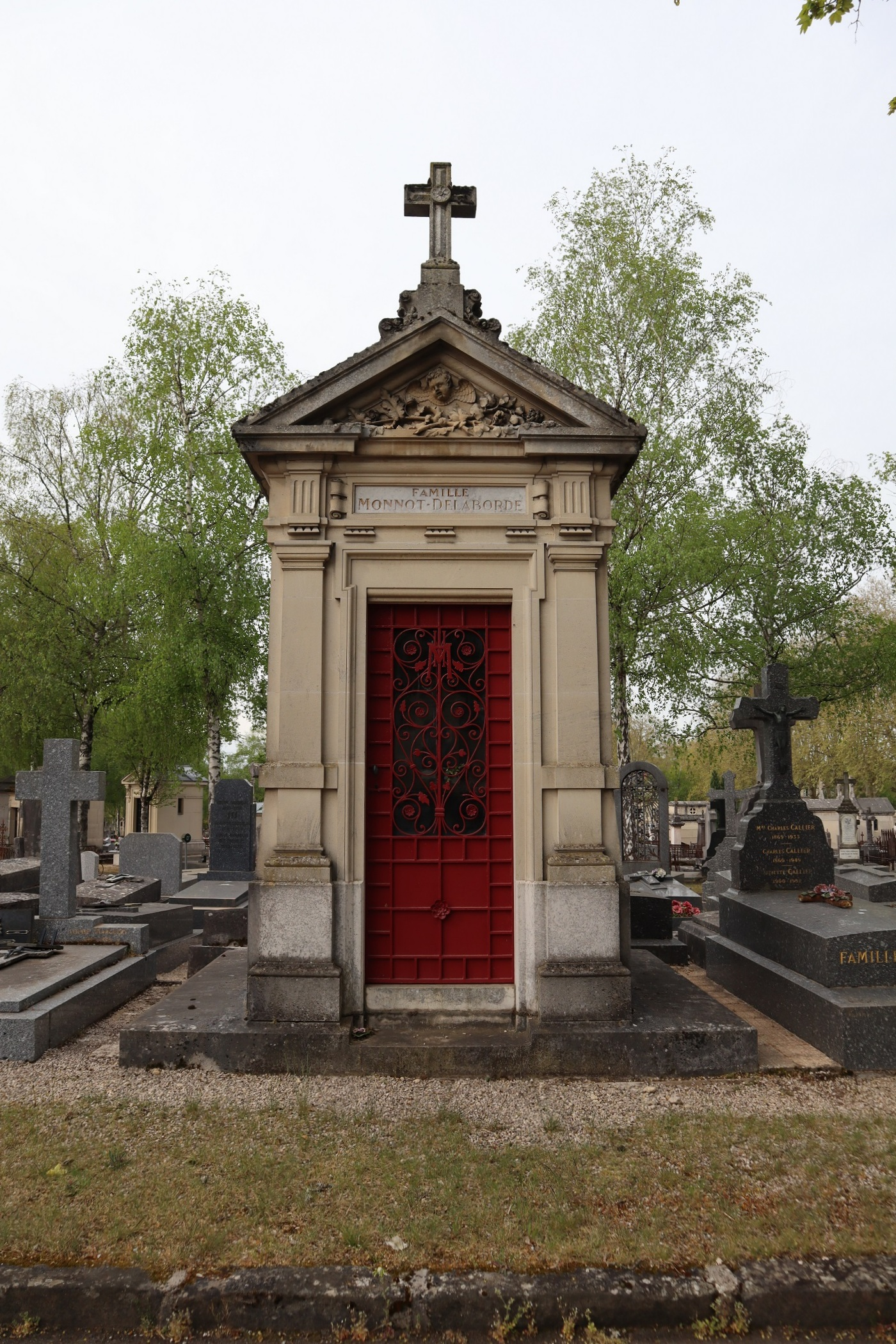
Mausolées de la famille Monnot-Delaborde.
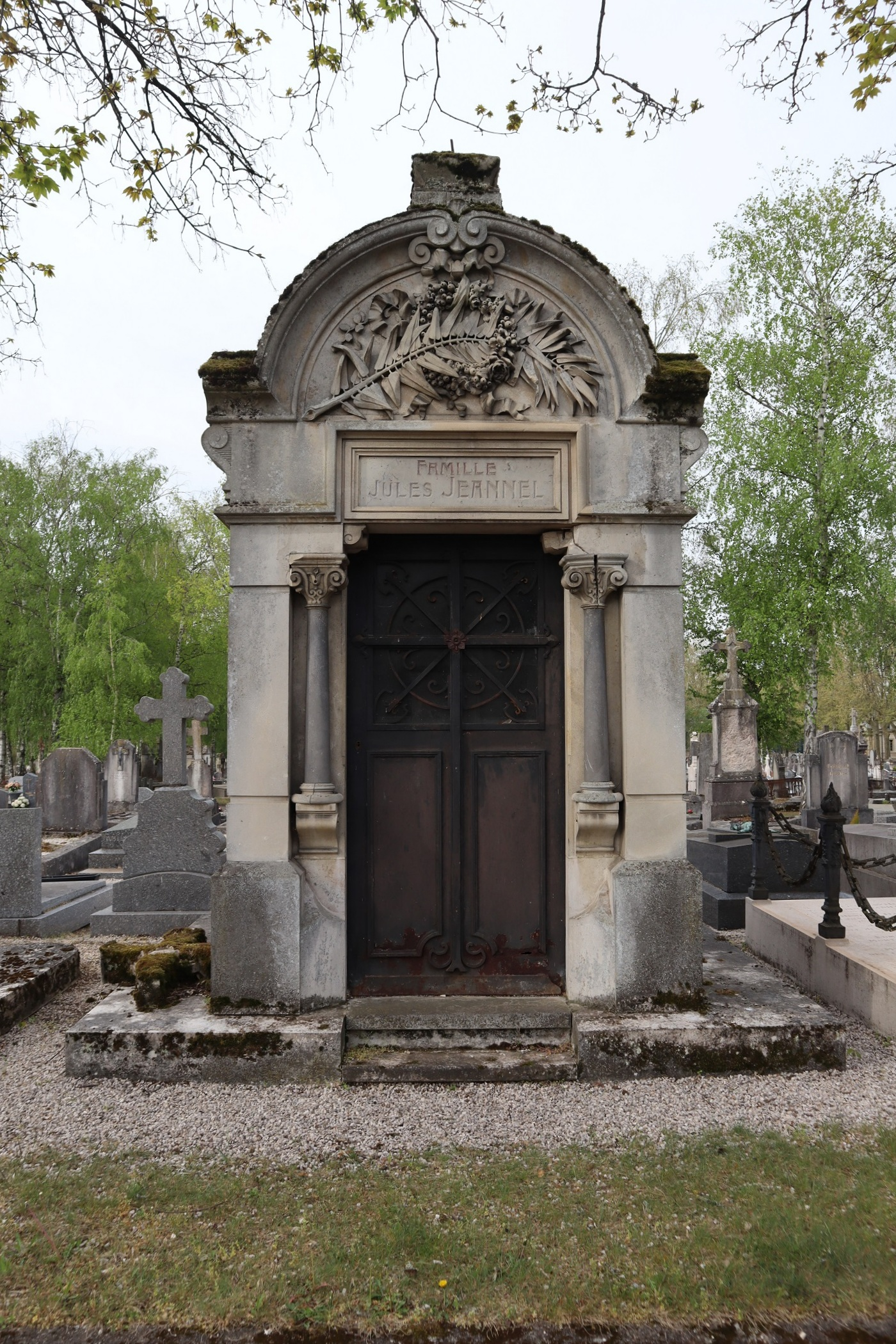
Mausolées de la famille Jeannel.
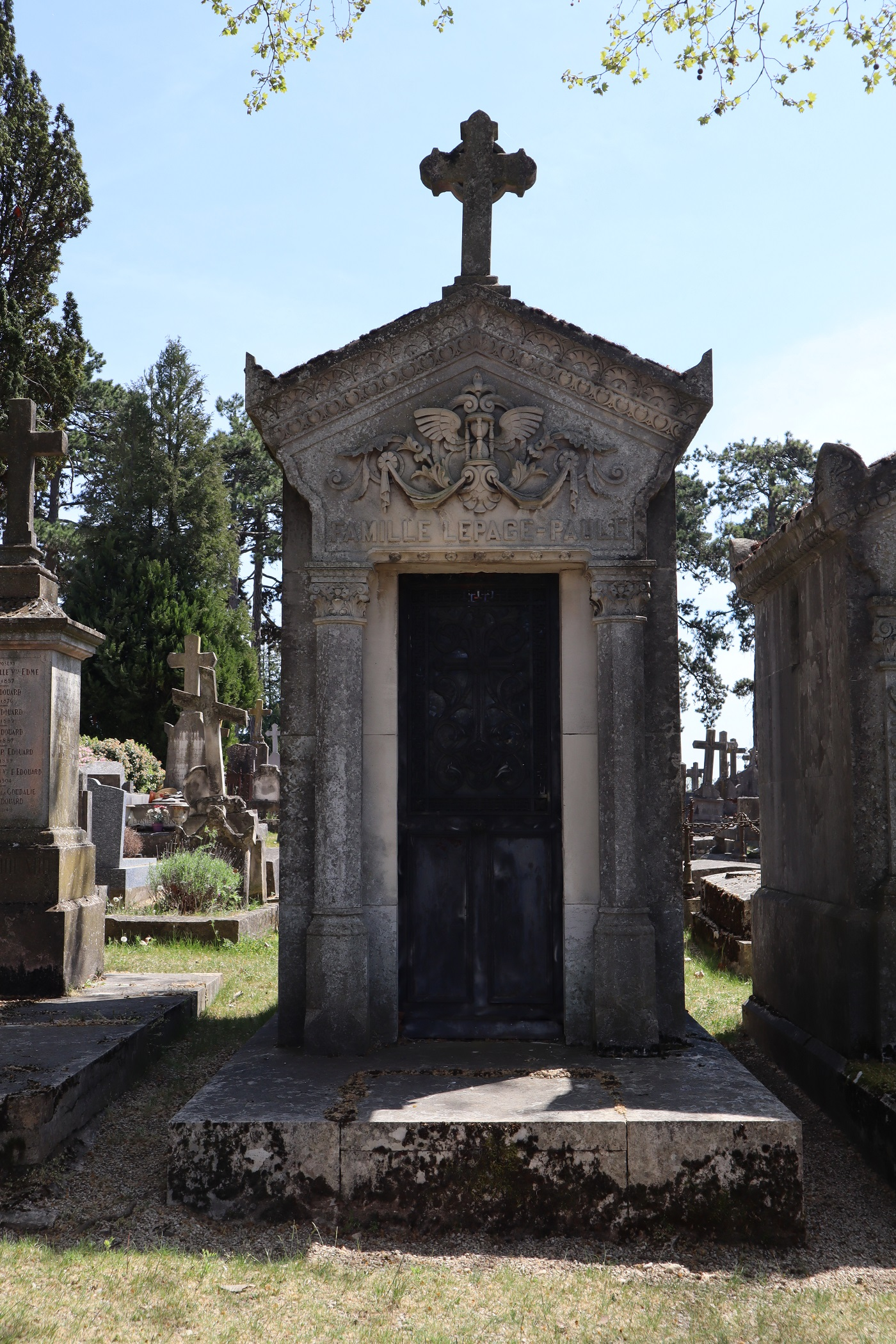
Caveau familial de la famille Lepage-Paule.
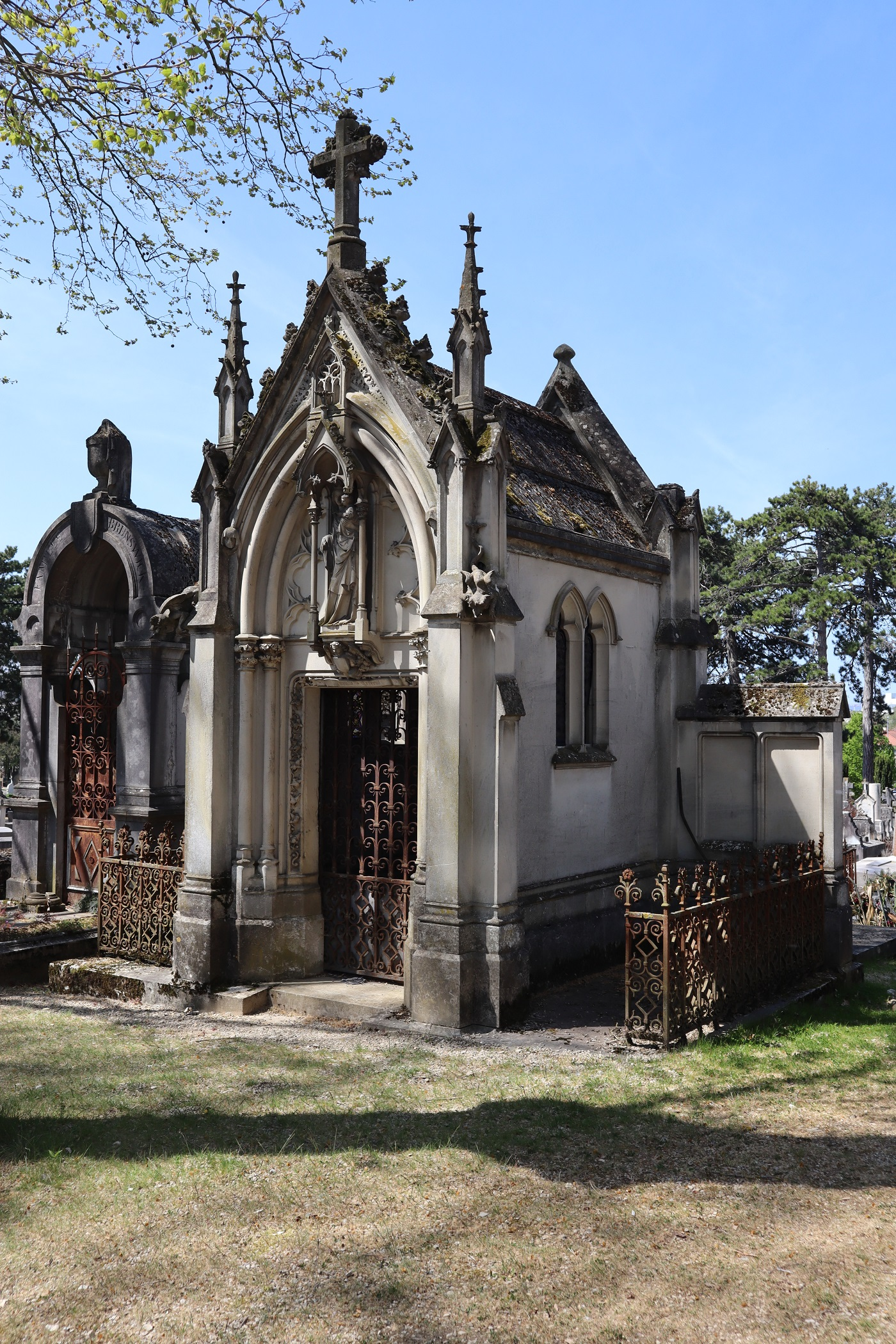
Chapelle funéraire de style néogothique.
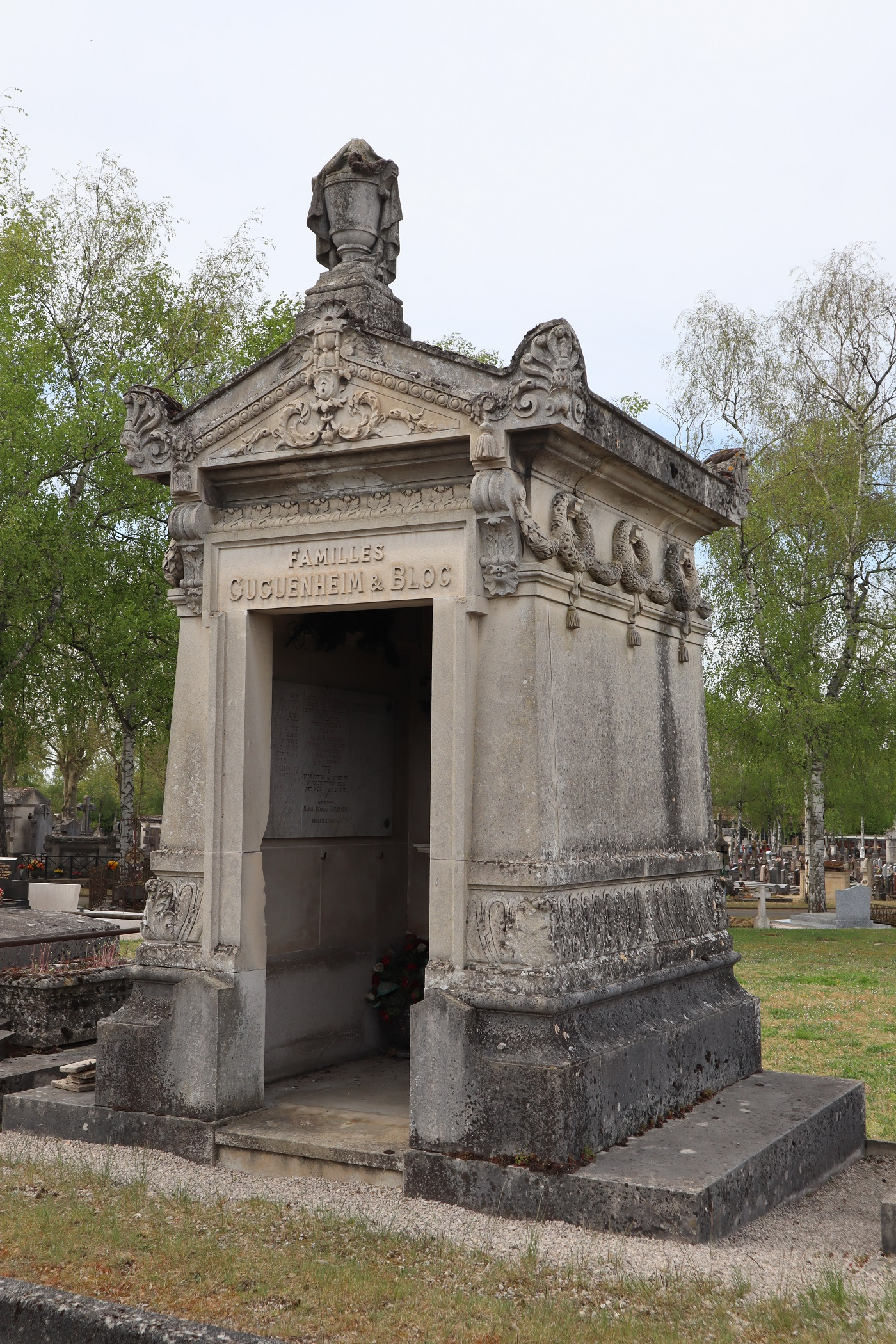
Caveau familial des familles Guguenheim et Bloc.
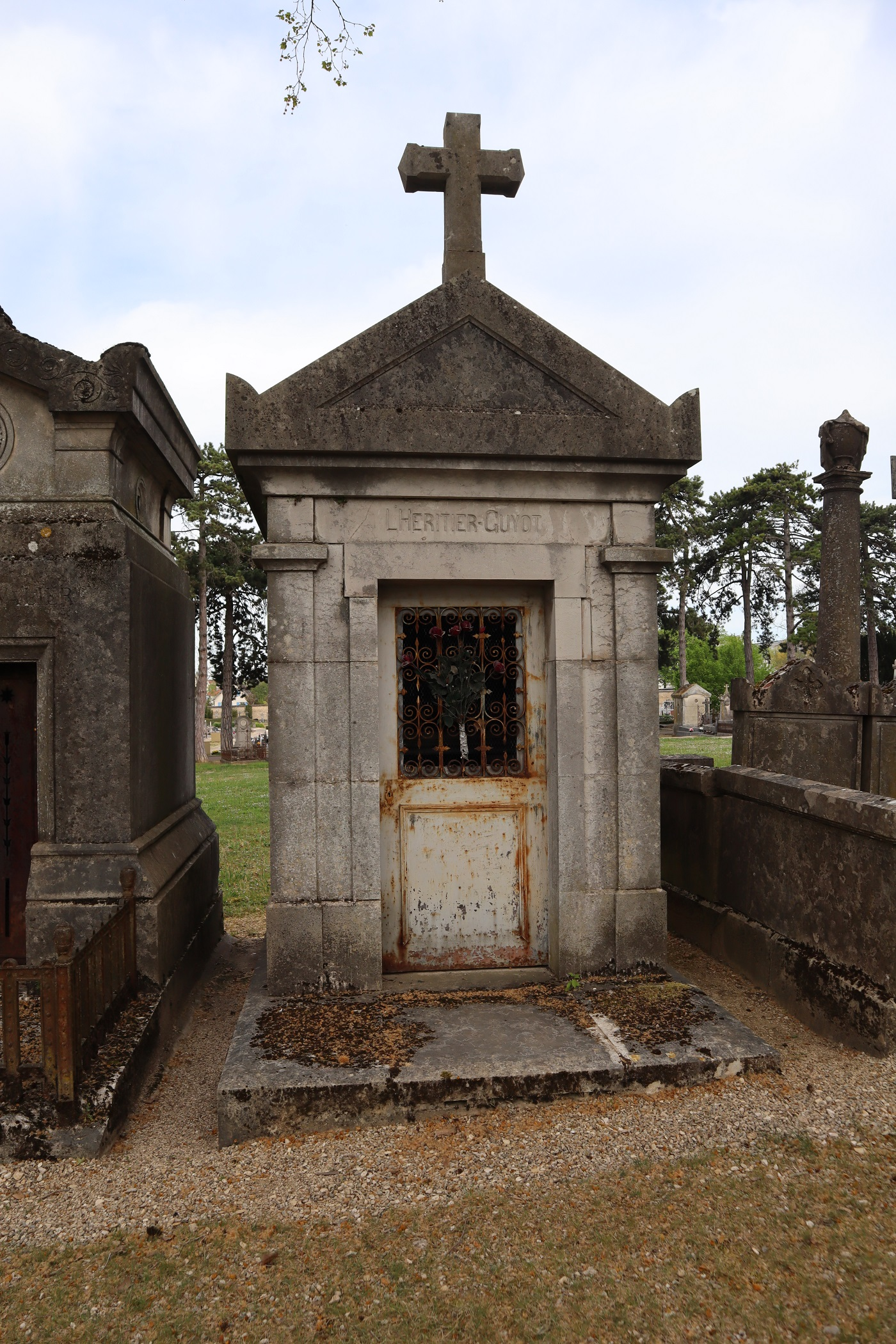
Caveau familial de la famille L'Héritier-Guyot.
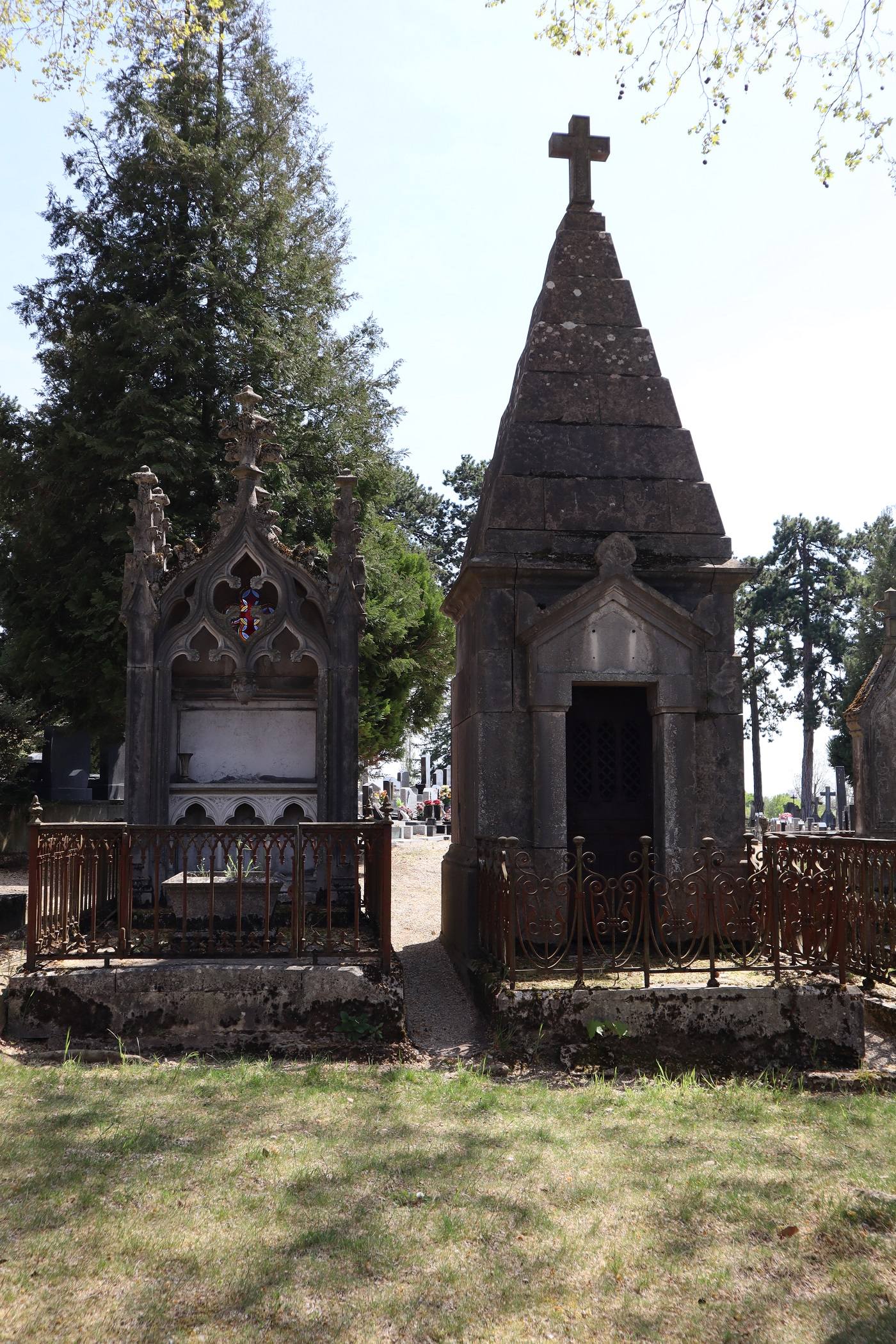
Tombes de style néo-classique et néogothique.
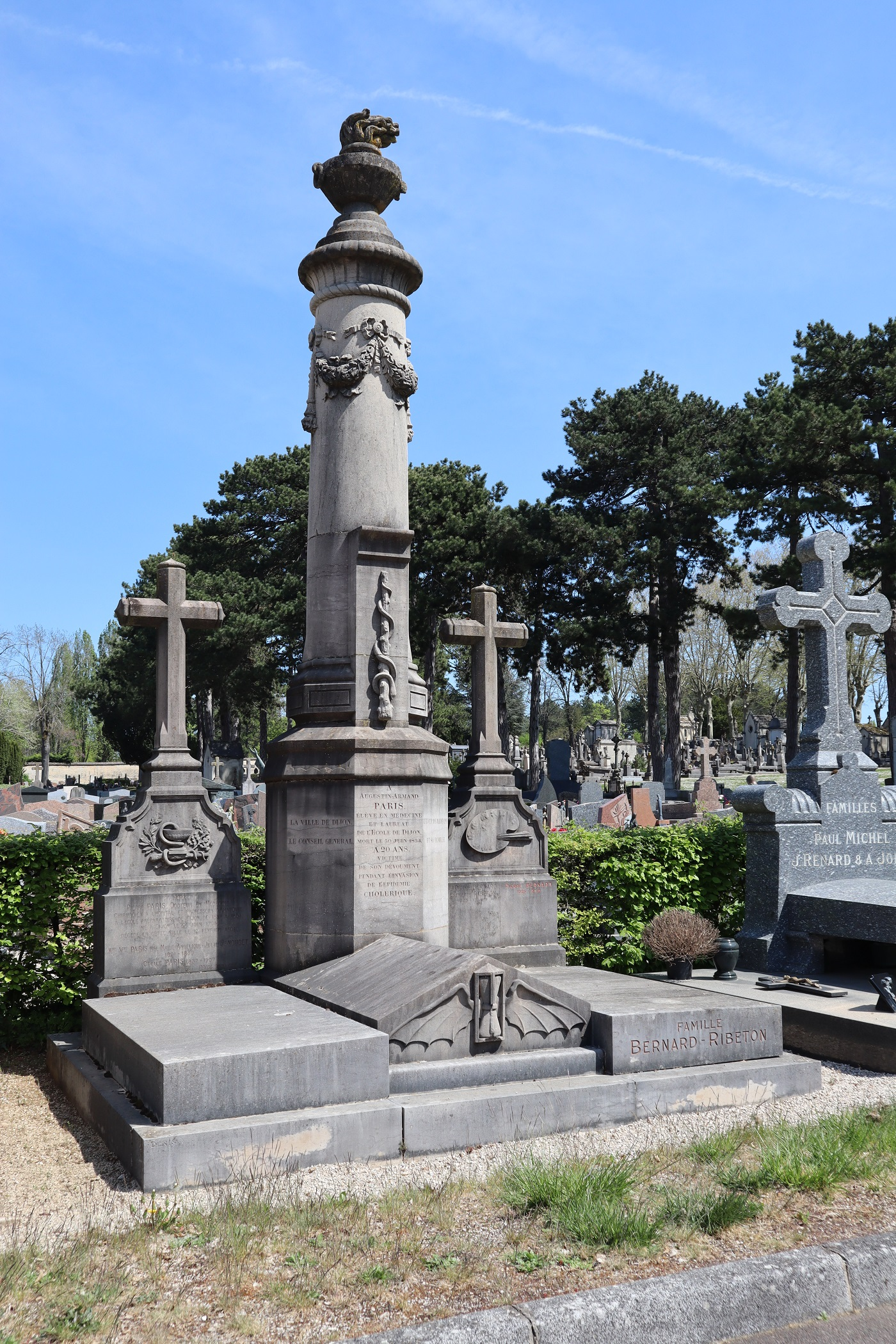
Tombe de la famille Paris.